# Eremurus korovinii
Eremurus korovinii är en grästrädsväxtart som beskrevs av Boris Fedtjenko. Eremurus korovinii ingår i släktet Eremurus och familjen grästrädsväxter. Inga underarter finns listade i Catalogue of Life.